# Tony Award de Melhor Ator em Musical
O Tony Award de Melhor Atuação de Ator em Musical é um prêmio dado para um ator em um musical, seja uma nova produção ou reavivamento. É presenteado desde 1948, porém os indicados que não venceram só passaram a ter seus nomes anunciados a partir de 1956.

## Vencedores e Indicado

### 1940
| Ano                  | Ator               | Musical              | Personagem |
| -------------------- | ------------------ | -------------------- | ---------- |
| 1947 1.º Tony Awards |                    |                      |            |
| —                    |                    |                      |            |
| 1948 2.º Tony Awards |                    |                      |            |
| Paul Hartman         | Angel in the Wings | Diversos personagens |            |
| 1949 3.º Tony Awards |                    |                      |            |
| Ray Bolger           | Where's Charley?   | Charley Wykeham      |            |

### 1950
| Ano                   | Ator                 | Musical                 | Personagem |
| --------------------- | -------------------- | ----------------------- | ---------- |
| 1950 4.º Tony Awards  |                      |                         |            |
| Ezio Pinza            | South Pacific        | Emile De Beque          |            |
| 1951 5.º Tony Awards  |                      |                         |            |
| Robert Alda           | Guys and Dolls       | Sky Masterson           |            |
| 1952 6.º Tony Awards  |                      |                         |            |
| Phil Silvers          | Top Banana           | Jerry Biffle            |            |
| 1953 7.º Tony Awards  |                      |                         |            |
| Thomas Mitchell       | Hazel Flagg          | Dr. Downer              |            |
| 1954 8.º Tony Awards  |                      |                         |            |
| Alfred Drake          | Kismet               | Hajj                    |            |
| 1955 9.º Tony Awards  |                      |                         |            |
| Walter Slezak         | Fanny                | Panisse                 |            |
| 1956 10.º Tony Awards |                      |                         |            |
| Ray Walston           | Damn Yankees         | Mr. Applegate           |            |
| Stephen Douglass      | Damn Yankees         | Joe Hardy               |            |
| William Johnson       | Pipe Dream           | Doc                     |            |
| 1957 11.º Tony Awards |                      |                         |            |
| Rex Harrison          | My Fair Lady         | Henry Higgins           |            |
| Fernando Lamas        | Happy Hunting        | Duke of Granada         |            |
| Robert Weede          | The Most Happy Fella | Tony                    |            |
| 1958 12.º Tony Awards |                      |                         |            |
| Robert Preston        | The Music Man        | Harold Hill             |            |
| Ricardo Montalbán     | Jamaica              | Koli                    |            |
| Eddie Foy, Jr.        | Rumple               | Rumple                  |            |
| Tony Randall          | Oh, Captain!         | Captain Henry St. James |            |
| 1959 13.º Tony Awards |                      |                         |            |
| Richard Kiley         | Redhead              | Tom Baxter              |            |
| Larry Blyden          | Flower Drum Song     | Sammy Fong              |            |

### 1960
| Ano                   | Ator                                                 | Musical                 | Personagem |
| --------------------- | ---------------------------------------------------- | ----------------------- | ---------- |
| 1960 14.º Tony Awards |                                                      |                         |            |
| Jackie Gleason        | Take Me Along                                        | Sid Davis               |            |
| Robert Morse          | Take Me Along                                        | Richard Miller          |            |
| Walter Pidgeon        | Take Me Along                                        | Nat Miller              |            |
| Andy Griffith         | Destry Rides Again                                   | Destry                  |            |
| 1961 15.º Tony Awards |                                                      |                         |            |
| Richard Burton        | Camelot                                              | Arthur                  |            |
| Phil Silvers          | Do Re Mi                                             | Hubert Cram             |            |
| Maurice Evans         | Tenderloin                                           | Reverend Brock          |            |
| 1962 16.º Tony Awards |                                                      |                         |            |
| Robert Morse          | How to Succeed in Business Without Really Trying     | J. Pierrepont Finch     |            |
| Ray Bolger            | All-American                                         | Professor Fodorski      |            |
| Alfred Drake          | Kean                                                 | Edmund Kean             |            |
| Richard Kiley         | No Strings                                           | David Jordan            |            |
| 1963 17.º Tony Awards |                                                      |                         |            |
| Zero Mostel           | A Funny Thing Happened on the Way to the Forum       | Pseudolus               |            |
| Sid Caesar            | Little Me                                            | Diversos personagens    |            |
| Anthony Newley        | Stop the World – I Want to Get Off                   | Littlechap              |            |
| Clive Revill          | Oliver!                                              | Fagin                   |            |
| 1964 18.º Tony Awards |                                                      |                         |            |
| Bert Lahr             | Foxy                                                 | Foxy                    |            |
| Sydney Chaplin        | Funny Girl                                           | Nick Arnstein           |            |
| Bob Fosse             | Pal Joey                                             | Joey Evans              |            |
| Steve Lawrence        | What Makes Sammy Run?                                | Sammy Glick             |            |
| 1965 19.º Tony Awards |                                                      |                         |            |
| Zero Mostel           | Fiddler on the Roof                                  | Tevye                   |            |
| Sammy Davis, Jr.      | Golden Boy                                           | Joe Wellington          |            |
| Cyril Ritchard        | The Roar of the Greasepaint – The Smell of the Crowd | Sir                     |            |
| Tommy Steele          | Half a Sixpence                                      | Arthur Kipps            |            |
| 1966 20.º Tony Awards |                                                      |                         |            |
| Richard Kiley         | Man of La Mancha                                     | Don Quixote / Cervantes |            |
| Jack Cassidy          | It's a Bird...It's a Plane...It's Superman           | Max Mencken             |            |
| John Cullum           | On a Clear Day You Can See Forever                   | Dr. Mark Bruckner       |            |
| Harry Secombe         | Pickwick                                             | Pickwick                |            |
| 1967 21.º Tony Awards |                                                      |                         |            |
| Robert Preston        | I Do! I Do!                                          | Michael                 |            |
| Alan Alda             | The Apple Tree                                       | Diversos personagens    |            |
| Jack Gilford          | Cabaret                                              | Herr Schultz            |            |
| Norman Wisdom         | Walking Happy                                        | Will Mossop             |            |
| 1968 22.º Tony Awards |                                                      |                         |            |
| Robert Goulet         | The Happy Time                                       | 'Jacques Bonnard        |            |
| Robert Hooks          | Hallelujah, Baby!                                    | Clem                    |            |
| Tony Roberts          | How Now, Dow Jones                                   | Charley                 |            |
| David Wayne           | The Happy Time                                       | Grandpere Bonnard       |            |
| 1969 23.º Tony Awards |                                                      |                         |            |
| Jerry Orbach          | Promises, Promises                                   | Chuck Baxter            |            |
| Herschel Bernardi     | Zorba                                                | Zorba                   |            |
| Jack Cassidy          | Maggie Flynn                                         | The Clown               |            |
| Joel Grey             | George M!                                            | George M. Cohan         |            |

### 1970
| Ano                   | Ator                                           | Musical                   | Personagem |
| --------------------- | ---------------------------------------------- | ------------------------- | ---------- |
| 1970 24.º Tony Awards |                                                |                           |            |
| Cleavon Little        | Purlie                                         | Purlie                    |            |
| Len Cariou            | Applause                                       | Bill Sampson              |            |
| Robert Weede          | Cry for Us All                                 | Edward Quinn              |            |
| 1971 25.º Tony Awards |                                                |                           |            |
| Hal Linden            | The Rothschilds                                | Mayer Rothschild          |            |
| David Burns           | Lovely Ladies, Kind Gentlemen                  | Col. Wainwright Purdy III |            |
| Larry Kert            | Company                                        | Bobby                     |            |
| Bobby Van             | No, No, Nanette                                | Billy Early               |            |
| 1972 26.º Tony Awards |                                                |                           |            |
| Phil Silvers          | A Funny Thing Happened on the Way to the Forum | Pseudolus                 |            |
| Clifton Davis         | Two Gentlemen of Verona                        | Valentine                 |            |
| Raúl Juliá            | Two Gentlemen of Verona                        | Proteus                   |            |
| Barry Bostwick        | Grease                                         | Danny Zuko                |            |
| 1973 27.º Tony Awards |                                                |                           |            |
| Ben Vereen            | Pippin                                         | The Leading Player        |            |
| Len Cariou            | A Little Night Music                           | Frederick Egerman         |            |
| Robert Morse          | Sugar                                          | Jerry                     |            |
| Brock Peters          | Lost in the Stars                              | Stephen Kumalo            |            |
| 1974 28.º Tony Awards |                                                |                           |            |
| Christopher Plummer   | Cyrano                                         | Cyrano de Bergerac        |            |
| Alfred Drake          | Gigi                                           | Honore Lachailles         |            |
| Joe Morton            | Raisin                                         | Walter Lee Younger        |            |
| Lewis J. Stadlen      | Candide                                        | Diversos personagens      |            |
| 1975 29.º Tony Awards |                                                |                           |            |
| John Cullum           | Shenandoah                                     | Charlie Anderson          |            |
| Joel Grey             | Goodtime Charley                               | Charley                   |            |
| Raúl Juliá            | Where's Charley?                               | Charley Wykeham           |            |
| Eddie Mekka           | The Lieutenant                                 | Lieutenant                |            |
| Robert Preston        | Mack & Mabel                                   | Mack Sennett              |            |
| 1976 30.º Tony Awards |                                                |                           |            |
| George Rose           | My Fair Lady                                   | Alfred P. Doolittle       |            |
| Makoto Iwamatsu       | Pacific Overtures                              | Diversos personagens      |            |
| Jerry Orbach          | Chicago                                        | Billy Flynn               |            |
| Ian Richardson        | My Fair Lady                                   | Henry Higgins             |            |
| 1977 31.º Tony Awards |                                                |                           |            |
| Barry Bostwick        | The Robber Bridegroom                          | Jamie Lockhart            |            |
| Robert Guillaume      | Guys and Dolls                                 | Nathan Detroit            |            |
| Raúl Juliá            | The Threepenny Opera                           | Macheath                  |            |
| Reid Shelton          | Annie                                          | Oliver Warbucks           |            |
| 1978 32.º Tony Awards |                                                |                           |            |
| John Cullum           | On the Twentieth Century                       | Oscar Jaffee              |            |
| Eddie Bracken         | Hello, Dolly!                                  | Horace Vandergelder       |            |
| Barry Nelson          | The Act                                        | Dan Conners               |            |
| Gilbert Price         | Timbuktu!                                      | The Mansa of Mali         |            |
| 1979 33.º Tony Awards |                                                |                           |            |
| Len Cariou            | Sweeney Todd: The Demon Barber of Fleet Street | Sweeney Todd              |            |
| Vincent Gardenia      | Ballroom                                       | Alfred Rossi              |            |
| Joel Grey             | The Grand Tour                                 | S. L. Jacobowsky          |            |
| Robert Klein          | They're Playing Our Song                       | Vernon Gersch             |            |

### 1980
| Ano                   | Ator                                | Musical                                  | Personagem |
| --------------------- | ----------------------------------- | ---------------------------------------- | ---------- |
| 1980 34.º Tony Awards |                                     |                                          |            |
| Jim Dale              | Barnum                              | P. T. Barnum                             |            |
| Gregory Hines         | Comin' Uptown                       | Scrooge                                  |            |
| Mickey Rooney         | Sugar Babies                        | Mickey                                   |            |
| Giorgio Tozzi         | The Most Happy Fella                | Tony                                     |            |
| 1981 35.º Tony Awards |                                     |                                          |            |
| Kevin Kline           | The Pirates of Penzance             | The Pirate King                          |            |
| Gregory Hines         | Sophisticated Ladies                | Performer                                |            |
| George Rose           | The Pirates of Penzance             | Major-General                            |            |
| Martin Vidnovic       | Brigadoon                           | Tommy Albright                           |            |
| 1982 36.º Tony Awards |                                     |                                          |            |
| Ben Harney            | Dreamgirls                          | Curtis Taylor Jr.                        |            |
| Herschel Bernardi     | Fiddler on the Roof                 | Tevye                                    |            |
| Victor Garber         | Little Me                           | Diversos personagens                     |            |
| Raúl Juliá            | Nine                                | Guido Contini                            |            |
| 1983 37.º Tony Awards |                                     |                                          |            |
| Tommy Tune            | My One and Only                     | Captain Billy Buck Chandler              |            |
| Al Green              | Your Arms Too Short to Box with God | Performer                                |            |
| George Hearn          | A Doll's Life                       | Diversos personagens                     |            |
| Michael V. Smartt     | Porgy and Bess                      | Porgy                                    |            |
| 1984 38.º Tony Awards |                                     |                                          |            |
| George Hearn          | La Cage aux Folles                  | Albin                                    |            |
| Gene Barry            | La Cage aux Folles                  | Georges                                  |            |
| Ron Moody             | Oliver!                             | Fagin                                    |            |
| Mandy Patinkin        | Sunday in the Park with George      | George                                   |            |
| 1985 39.º Tony Awards | —                                   | —                                        | —          |
| 1986 40.º Tony Awards |                                     |                                          |            |
| George Rose           | The Mystery of Edwin Drood          | Mayor Thomas Sapsea / William Cartwright |            |
| Don Correia           | Singin' in the Rain                 | Don Lockwood                             |            |
| Cleavant Derricks     | Big Deal                            | Charley                                  |            |
| Maurice Hines         | Uptown... It's Hot!                 | Performer                                |            |
| 1987 41.º Tony Awards |                                     |                                          |            |
| Robert Lindsay        | Me and My Girl                      | Bill Snibson                             |            |
| Roderick Cook         | Oh, Coward!                         | Performer                                |            |
| Terrence Mann         | Les Misérables                      | Inspector Javert                         |            |
| Colm Wilkinson        | Les Misérables                      | Jean Valjean                             |            |
| 1988 42.º Tony Awards |                                     |                                          |            |
| Michael Crawford      | The Phantom of the Opera            | The Phantom of the Opera                 |            |
| Scott Bakula          | Romance/Romance                     | Alfred Von Wilmers / Sam                 |            |
| David Carroll         | Chess                               | Anatoly                                  |            |
| Howard McGillin       | Anything Goes                       | Billy Crocker                            |            |
| 1989 43.º Tony Awards |                                     |                                          |            |
| Jason Alexander       | Jerome Robbins' Broadway            | Diversos personagens                     |            |
| Gabriel Barre         | Starmites                           | Trinkulus                                |            |
| Brian Lane Green      | Starmites                           | Spacepunk                                |            |
| Robert La Fosse       | Jerome Robbins' Broadway            | Diversos personagens                     |            |

### 1990
| Ano                   | Ator                                             | Musical                        | Personagem |
| --------------------- | ------------------------------------------------ | ------------------------------ | ---------- |
| 1990 44.º Tony Awards |                                                  |                                |            |
| James Naughton        | City of Angels                                   | Stone                          |            |
| David Carroll         | Grand Hotel                                      | Felix Von Gaigern              |            |
| Gregg Edelman         | City of Angels                                   | Stine                          |            |
| Bob Gunton            | Sweeney Todd: The Demon Barber of Fleet Street   | Sweeney Todd                   |            |
| 1991 45.º Tony Awards |                                                  |                                |            |
| Jonathan Pryce        | Miss Saigon                                      | The Engineer                   |            |
| Keith Carradine       | The Will Rogers Follies                          | Will Rogers                    |            |
| Paul Hipp             | Buddy – The Buddy Holly Story                    | Buddy Holly                    |            |
| Topol                 | Fiddler on the Roof                              | Tevye                          |            |
| 1992 46.º Tony Awards |                                                  |                                |            |
| Gregory Hines         | Jelly's Last Jam                                 | Jelly Roll Morton              |            |
| Harry Groener         | Crazy for You                                    | Bobby Child                    |            |
| Nathan Lane           | Guys and Dolls                                   | Nathan Detroit                 |            |
| Michael Rupert        | Falsettos                                        | Marvin                         |            |
| 1993 47.º Tony Awards |                                                  |                                |            |
| Brent Carver          | Kiss of the Spider Woman                         | Luis Molina                    |            |
| Tim Curry             | My Favorite Year                                 | Alan Swann                     |            |
| Con O'Neill           | Blood Brothers                                   | Mickey                         |            |
| Martin Short          | The Goodbye Girl                                 | Elliot Garfield                |            |
| 1994 48.º Tony Awards |                                                  |                                |            |
| Boyd Gaines           | She Loves Me                                     | Georg Nowack                   |            |
| Victor Garber         | Damn Yankees                                     | Mr. Applegate                  |            |
| Terrence Mann         | Beauty and the Beast                             | The Beast                      |            |
| Jere Shea             | Passion                                          | Giorgio                        |            |
| 1995 49.º Tony Awards |                                                  |                                |            |
| Matthew Broderick     | How to Succeed in Business Without Really Trying | J. Pierrepont Finch            |            |
| Alan Campbell         | Sunset Boulevard                                 | Joe Gillis                     |            |
| Mark Jacoby           | Show Boat                                        | Gaylord Ravenal                |            |
| John McMartin         | Show Boat                                        | Cap'n Andy                     |            |
| 1996 50.º Tony Awards |                                                  |                                |            |
| Nathan Lane           | A Funny Thing Happened on the Way to the Forum   | Pseudolus                      |            |
| Savion Glover         | Bring in 'da Noise, Bring in 'da Funk            | 'da Beat / Lil' Dahlin'        |            |
| Adam Pascal           | Rent                                             | Roger Davis                    |            |
| Lou Diamond Phillips  | The King and I                                   | The King of Siam               |            |
| 1997 51.º Tony Awards |                                                  |                                |            |
| James Naughton        | Chicago                                          | Billy Flynn                    |            |
| Robert Cuccioli       | Jekyll & Hyde                                    | Dr. Henry Jekyll / Edward Hyde |            |
| Jim Dale              | Candide                                          | Dr. Pangloss                   |            |
| Daniel McDonald       | Steel Pier                                       | Bill Kelly                     |            |
| 1998 52.º Tony Awards |                                                  |                                |            |
| Alan Cumming          | Cabaret                                          | The Master of Ceremonies       |            |
| Peter Friedman        | Ragtime                                          | Tateh                          |            |
| Brian Stokes Mitchell | Ragtime                                          | Coalhouse Walker, Jr.          |            |
| Douglas Sills         | The Scarlet Pimpernel                            | Percy Blakeney                 |            |
| 1999 53.º Tony Awards |                                                  |                                |            |
| Martin Short          | Little Me                                        | Diversos personagens           |            |
| Brent Carver          | Parade                                           | Leo Frank                      |            |
| Adam Cooper           | Swan Lake                                        | The Swan                       |            |
| Tom Wopat             | Annie Get Your Gun                               | Frank Butler                   |            |

### 2000
| Ano                                           | Ator                                           | Musical                   | Personagem |
| --------------------------------------------- | ---------------------------------------------- | ------------------------- | ---------- |
| 2000 54.º Tony Awards                         |                                                |                           |            |
| Brian Stokes Mitchell                         | Kiss Me, Kate                                  | Fred Graham / Petruchio   |            |
| Craig Bierko                                  | The Music Man                                  | Harold Hill               |            |
| George Hearn                                  | Putting It Together                            | The Husband               |            |
| Mandy Patinkin                                | The Wild Party                                 | Burrs                     |            |
| Christopher Walken                            | The Dead                                       | Gabriel Conroy            |            |
| 2001 55.º Tony Awards                         |                                                |                           |            |
| Nathan Lane                                   | The Producers                                  | Max Bialystock            |            |
| Matthew Broderick                             | The Producers                                  | Leo Bloom                 |            |
| Kevin Chamberlin                              | Seussical                                      | Horton the Elephant       |            |
| Tom Hewitt                                    | The Rocky Horror Show                          | Dr. Frank N. Furter       |            |
| Patrick Wilson                                | The Full Monty                                 | Jerry Lukowski            |            |
| 2002 56.º Tony Awards                         |                                                |                           |            |
| John Lithgow                                  | Sweet Smell of Success                         | J.J. Hunsecker            |            |
| Gavin Creel                                   | Thoroughly Modern Millie                       | Jimmy Smith               |            |
| John McMartin                                 | Into the Woods                                 | Narrator / Mysterious Man |            |
| Patrick Wilson                                | Oklahoma!                                      | Curly                     |            |
| John Cullum                                   | Urinetown                                      | Caldwell B. Cladwell      |            |
| 2003 57.º Tony Awards                         |                                                |                           |            |
| Harvey Fierstein                              | Hairspray                                      | Edna Turnblad             |            |
| Antonio Banderas                              | Nine                                           | Guido Contini             |            |
| Malcolm Gets                                  | Amour                                          | Dusoleil                  |            |
| Brian Stokes Mitchell                         | Man of La Mancha                               | Don Quixote / Cervantes   |            |
| John Selya                                    | Movin' Out                                     | Eddie                     |            |
| 2004 58.º Tony Awards                         |                                                |                           |            |
| Hugh Jackman                                  | The Boy from Oz                                | Peter Allen               |            |
| Hunter Foster                                 | Little Shop of Horrors                         | Seymour                   |            |
| Alfred Molina                                 | Fiddler on the Roof                            | Tevye                     |            |
| Euan Morton                                   | Taboo                                          | George                    |            |
| John Tartaglia                                | Avenue Q                                       | Princeton / Rod           |            |
| 2005 59.º Tony Awards                         |                                                |                           |            |
| Norbert Leo Butz                              | Dirty Rotten Scoundrels                        | Freddy Benson             |            |
| Hank Azaria                                   | Monty Python's Spamalot                        | Diversos personagens      |            |
| Gary Beach                                    | La Cage aux Folles                             | Albin                     |            |
| Tim Curry                                     | Monty Python's Spamalot                        | King Arthur               |            |
| John Lithgow                                  | Dirty Rotten Scoundrels                        | Lawrence Jameson          |            |
| 2006 60.º Tony Awards                         |                                                |                           |            |
| John Lloyd Young                              | Jersey Boys                                    | Frankie Valli             |            |
| Michael Cerveris                              | Sweeney Todd: The Demon Barber of Fleet Street | Sweeney Todd              |            |
| Harry Connick, Jr.                            | The Pajama Game                                | Sid Sorokin               |            |
| Stephen Lynch                                 | The Wedding Singer                             | Robbie Hart               |            |
| Bob Martin                                    | The Drowsy Chaperone                           | Man in Chair              |            |
| 2007 61.º Tony Awards                         |                                                |                           |            |
| David Hyde Pierce                             | Curtains                                       | Lieutenant Frank Cioffi   |            |
| Michael Cerveris                              | LoveMusik                                      | Kurt Weill                |            |
| Raúl Esparza                                  | Company                                        | Robert                    |            |
| Jonathan Groff                                | Spring Awakening                               | Melchior Gabor            |            |
| Gavin Lee                                     | Mary Poppins                                   | Bert                      |            |
| 2008 62.º Tony Awards                         |                                                |                           |            |
| Paulo Szot                                    | South Pacific                                  | Emile de Becque           |            |
| Daniel Evans                                  | Sunday in the Park with George                 | George                    |            |
| Lin-Manuel Miranda                            | In the Heights                                 | Usnavi                    |            |
| Stew                                          | Passing Strange                                | Narrator                  |            |
| Tom Wopat                                     | A Catered Affair                               | Tom Hurley                |            |
| 2009 63.º Tony Awards                         |                                                |                           |            |
| David Álvarez, Trent Kowalik and Kiril Kulish | Billy Elliot the Musical                       | Billy Elliot              |            |
| Gavin Creel                                   | Hair                                           | Claude                    |            |
| Brian d'Arcy James                            | Shrek the Musical                              | Shrek                     |            |
| Constantine Maroulis                          | Rock of Ages                                   | Drew                      |            |
| J. Robert Spencer                             | Next to Normal                                 | Dan Goodman               |            |

### 2010
| Ano                   | Ator                                   | Musical              | Personagem |
| --------------------- | -------------------------------------- | -------------------- | ---------- |
| 2010 64.º Tony Awards |                                        |                      |            |
| Douglas Hodge         | La Cage aux Folles                     | Albin                |            |
| Kelsey Grammer        | La Cage aux Folles                     | Georges              |            |
| Sean Hayes            | Promises, Promises                     | Chuck Baxter         |            |
| Chad Kimball          | Memphis                                | Huey Calhoun         |            |
| Sahr Ngaujah          | Fela!                                  | Fela Kuti            |            |
| 2011 65.º Tony Awards |                                        |                      |            |
| Norbert Leo Butz      | Catch Me If You Can                    | Carl Hanratty        |            |
| Josh Gad              | The Book of Mormon                     | Elder Cunningham     |            |
| Joshua Henry          | The Scottsboro Boys                    | Haywood Patterson    |            |
| Andrew Rannells       | The Book of Mormon                     | Elder Price          |            |
| Tony Sheldon          | Priscilla, Queen of the Desert         | Bernadette           |            |
| 2012 66.º Tony Awards |                                        |                      |            |
| Steve Kazee           | Once                                   | Guy                  |            |
| Danny Burstein        | Follies                                | Buddy Plummer        |            |
| Jeremy Jordan         | Newsies                                | Jack Kelly           |            |
| Norm Lewis            | Porgy and Bess                         | Porgy                |            |
| Ron Raines            | Follies                                | Ben Stone            |            |
| 2013 67.º Tony Awards |                                        |                      |            |
| Billy Porter          | Kinky Boots                            | Lola                 |            |
| Bertie Carvel         | Matilda the Musical                    | Miss Trunchbull      |            |
| Santino Fontana       | Rodgers and Hammerstein's Cinderella   | Prince Topher        |            |
| Rob McClure           | Chaplin                                | Charlie Chaplin      |            |
| Stark Sands           | Kinky Boots                            | Charlie Price        |            |
| 2014 68.º Tony Awards |                                        |                      |            |
| Neil Patrick Harris   | Hedwig and the Angry Inch              | Hedwig               |            |
| Ramin Karimloo        | Les Misérables                         | Jean Valjean         |            |
| Andy Karl             | Rocky the Musical                      | Rocky Balboa         |            |
| Jefferson Mays        | A Gentleman's Guide to Love and Murder | The D'Ysquith Family |            |
| Bryce Pinkham         | A Gentleman's Guide to Love and Murder | Monty Navarro        |            |
| 2015 69.º Tony Awards |                                        |                      |            |
| Michael Cerveris      | Fun Home                               | Bruce Bechdel        |            |
| Brian d'Arcy James    | Something Rotten!                      | Nick Bottom          |            |
| Robert Fairchild      | An American in Paris                   | Jerry Mulligan       |            |
| Ken Watanabe          | The King and I                         | The King of Siam     |            |
| Tony Yazbeck          | On the Town                            | Gabey                |            |
| 2016 70.º Tony Awards |                                        |                      |            |
| Leslie Odom, Jr.      | Hamilton                               | Aaron Burr           |            |
| Alex Brightman        | School of Rock                         | Dewey Finn           |            |
| Danny Burstein        | Fiddler on the Roof                    | Tevye                |            |
| Zachary Levi          | She Loves Me                           | Georg Nowack         |            |
| Lin-Manuel Miranda    | Hamilton                               | Alexander Hamilton   |            |

### Múltiplos vencedores
2 Vitórias
- Norbert Leo Butz
- John Cullum
- Richard Kiley
- Nathan Lane
- Zero Mostel
- James Naughton
- Robert Preston
- George Rose
- Phil Silvers

## Múltiplas nomeações
| 4 Nomeações - John Cullum - Raúl Juliá 3 Nomeações - Len Cariou - Michael Cerveris - Alfred Drake - Joel Grey - George Hearn - Gregory Hines - Richard Kiley - Nathan Lane - Robert Morse - Robert Preston - George Rose - Phil Silvers - Brian Stokes Mitchell | 2 Nomeações - Herschel Bernardi - Ray Bolger - Barry Bostwick - Matthew Broderick - Danny Burstein - Norbert Leo Butz - David Carroll - Brent Carver - Jack Cassidy - Gavin Creel - Tim Curry - Jim Dale - Victor Garber - Brian d'Arcy James - John Lithgow - Terrence Mann - John McMartin - Lin-Manuel Miranda - Zero Mostel - James Naughton - Jerry Orbach - Mandy Patinkin - Martin Short - Robert Weede - Patrick Wilson - Tom Wopat |

## Múltiplas vitórias por personagens
3 Vitórias
- Pseudolus de A Funny Thing Happened on the Way to the Forum

2 Vitórias
- Albin de La Cage aux Folles
- Emile de Becque de South Pacific
- J. Pierrepont Finch de How to Succeed in Business Without Really Trying